# Juan Pablo Carrizo
Juan Pablo Carrizo, född 6 maj 1984 i Villa Constitución, är en argentinsk fotbollsmålvakt som sedan juni 2017 spelar i Monterrey. Sedan debuten i det argentinska landslaget 2007 har Carrizo spelat 12 landskamper.